# Don't Go Away (canción de Oasis)
«Don't Go Away» es una canción de la banda de rock inglesa Oasis, escrita por Noel Gallagher. La canción fue lanzada como sencillo sólo para Japón, aunque el video del mismo lo volvió a ser para todo el mundo, fue el tercer video, después de los sencillos "Morning Glory" y "Champagne Supernova", singles de su álbum anterior (What's The Story) Morning Glory?. Incluida en el álbum Be Here Now, el sencillo se lanzó en la misma fecha que "Champagne Supernova", pero dos años después.
Liam Gallagher dice que lloró en la grabación de la canción en una entrevista realizada en 1997, "Pensé «Esto es una mierda, no puedo cantar esto», y tenía que irme un momento para calmarme". Además agrega que al escuchar la canción dice sentirse muy orgulloso por su desempeño vocal.
A pesar de su gran aprecio, no fue incluida en el álbum recopilatorio Stop the Clocks, pero fue luego incluida en la edición especial japonesa del álbum recopilatorio Time Flies… 1994–2009, como canción original después de Falling Down.

## Lista de canciones
CD sencillo (ESCA 6948)

| N.º   | Título                         | Duración |  |
| 1.    | «Don't Go Away»                | 4:43     |  |
| 2.    | «Cigarettes & Alcohol» (Live)  | 4:58     |  |
| 3.    | «Sad Song»                     | 4:16     |  |
| 4.    | «Fade Away» (Warchild Version) | 4:08     |  |
| 18:05 |                                |          |  |

CD promocional Estados Unidos (ESK 2591), Mini CD promocional Japón (QDDA 93008), CD promocional Japón (QDCA 93155), CD promocional Europa (SAMPCS 5140)

| N.º  | Título          | Duración |  |
| 1.   | «Don't Go Away» | 4:48     |  |
| 4:48 |                 |          |  |

CD promocional Reino Unido (RKIDSCD89P)

| N.º  | Título                                   | Duración |  |
| 1.   | «Don't Go Away» (Mustique Demo)          | 4:18     |  |
| 2.   | «Don't Go Away» (Original Album Version) | 4:48     |  |
| 9:06 |                                          |          |  |

## Versiones
La banda americana One Republic realizó una versión de esta canción en 2006.